# الحسن بن ثواب
أَبُو عَلِيٍّ الحَسَنُ بنُ ثَوَابِ التَّغْلِبِيُّ المُخَرِّمِيُّ (ت. 268 هـ) من أصحاب أحمد بن حنبل وقد روى عنه مسائل كبارا لم يجيء بها غيره مشبعة.

## سيرته
سمع يزيد بن هارون الواسطي، وعبد الرحمن بن عمرو بن جبلة البصري، وإبراهيم بن حمزة المديني، وعمار بن عثمان الحلبي، روى عنه عبد الله بن محمد بن إسحاق المروزي وجعفر بن عبد الله بن مجاشع وإسماعيل بن محمد الصفار، ومحمد بن عمرو الرزاز وأبو بكر الخلال.
وكان عنده عن أبي عبد الله جزء كبير فيه مسائل كبار لم يجيء بها غيره مشبعة يحتج عليه بقول المدنيين والكوفيين. شيخ كبير جليل القدر، كان أحمد يحفظ سره عنده.
وثقه الدارقطني، ومات في جمادى الأولى يوم الجمعة سنة ثمان وستين ومائتين ذكره محمد بن مخلد في تاريخه.

## مؤلفاته
- مسائل الإمام أحمد برواية الحسن بن ثواب.[9]